# چارلز مک‌گینیس
چارلز مک‌گینیس (انگلیسی: Charles McGinnis; ۴ اکتبر ۱۹۰۶ – ۲۹ آوریل ۱۹۹۵) ورزشکار دو و میدانی اهل ایالات متحده آمریکا بود.